# LMC-N66
LMC-N66 – mgławica położona w Wielkim Obłoku Magellana.
Obiekt jest tradycyjnie klasyfikowany jako mgławica planetarna choć niektórzy naukowcy uważają, że dokładna natura tego obiektu nie jest jeszcze oczywista. Według niektórych opracowań, wewnątrz mgławicy znajduje się przechodząca gwałtowne zmiany gwiazda Wolfa-Rayeta, według innych w centrum mgławicy położona jest gwiazda podwójna składająca się z białego karła i innej, starej gwiazdy.